# Frank Beal
Frank Beal (11 de septiembre de 1862-20 de diciembre de 1934) fue un actor y director cinematográfico de nacionalidad estadounidense, activo en la época del cine mudo.

## Biografía
Nacido en Cleveland, Ohio, empezó a trabajar en el cine en 1910 como director de Selig Polyscope Company. A lo largo de su carrera dirigió más de cincuenta producciones, actuando en cuarenta y seis. Además, escribió el guion de cinco películas. En 1922 dejó la dirección para dedicarse únicamente a la interpretación, actividad con la que continuó hasta 1933.
Frank Beal falleció un año después en Hollywood, California. Fue enterrado en el Cementerio Hollywood Forever de Hollywood. Había estado casado con la actriz y guionista Louise Lester (1867-1952). 

## Selección de su filmografía

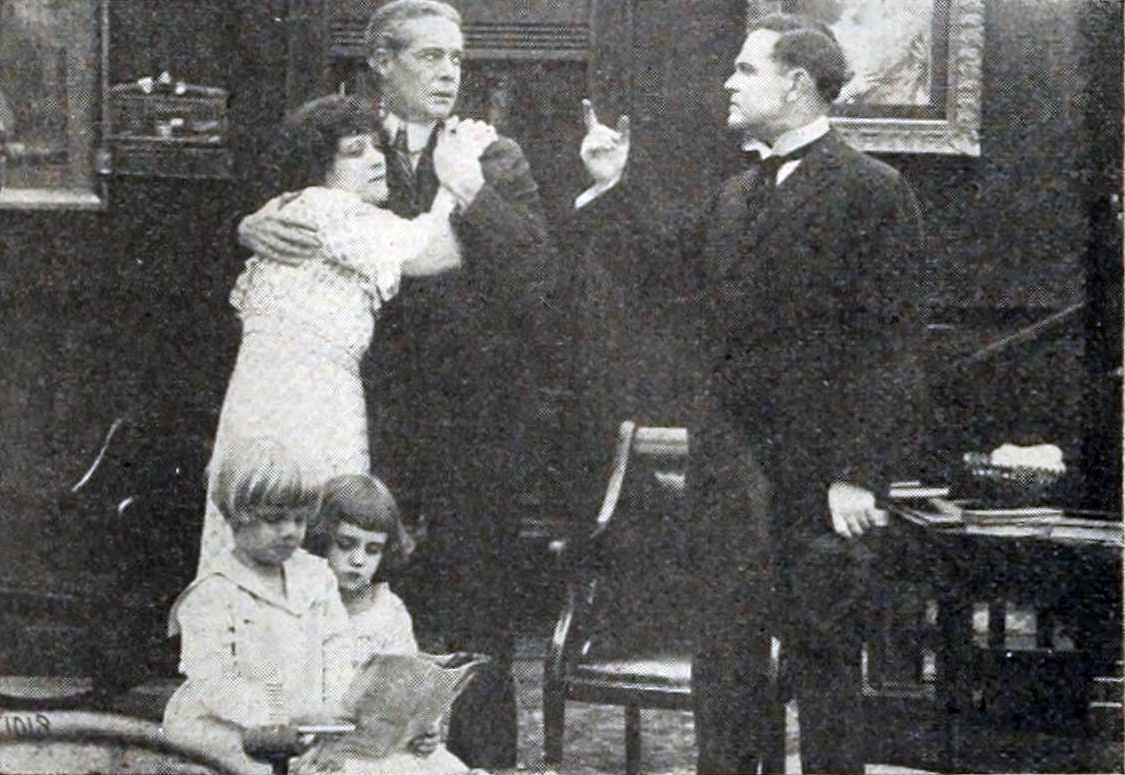
The Sacrifice, dirigida por Beal (1916)

### Director
| - Under the Stars and Stripes (1910) - The Devil, the Servant, and the Man (1910) - In the Serpent's Power (1910) - The Angelus (1910) - Two Lucky Jims (1910) - The Squaw and the Man (1910) - The Tenderfoot's Round-Up (1911) - An Arizona Romance (1911) - Bertie's Bandit (1911) - The Mission in the Desert (1911) - The Sheriff's Sweetheart (1911) - When Memory Calls (1912) - The Brotherhood of Man (1912) - Sons of the North Woods (1912) - When the Heart Rules (1912) - The Devil, the Servant, and the Man (1912) - The Law of the North, codirigida con George L. Cox (1912) - The Stronger Mind (1912) - The Turning Point (1912) - The Girl with the Lantern (1912) - The Inside of the White Slave Traffic (1913) - The Line-Up at Police Headquarters (1914) - Man and the Outlaw (1915) - The Smouldering (1915) - The Melody of Doom (1915) | - Mutiny in the Jungle (1915) - The Bridge of Time (1915) - The Coquette's Awakening (1915) - I'm Glad My Boy Grew Up to Be a Soldier (1915) - The Buried Treasure of Cobre (1916) - The Dragnet (1916) - Number 13, Westbound (1916) - Her Dream of Life (1916) - The Devil, the Servant, and the Man (1916) - The Woman Who Did Not Care (1916) - The Sacrifice (1916) - Indiana (1916) - The Far Country (1916) - Cupid's Touchdown (1917) - The Curse of Eve (1917) - Mother, I Need You (1918) - Her Moment (1918) - The Danger Zone (1918) - The Divorce Trap (1919) - Chasing Rainbows (1919) - The Broken Commandments (1919) - Thieves (1919) - Tin Pan Alley (1919) - The Devil's Riddle (1920) - Soul and Body (1921) - A World of Folly (1922) |

### Guionista
| - The Devil, the Servant, and the Man, de Frank Beal (1912) | - The Devil, the Servant, and the Man, de Frank Beal (1916) |